# Napoleon-Dreieck

Figur 1: (äußeres) Napoleon-Dreieck (grün)

Das Napoleon-Dreieck, benannt nach dem französischen Feldherrn und Kaiser Napoléon Bonaparte, ist ein Begriff der Dreiecksgeometrie. Er bezeichnet zwei spezielle gleichseitige Dreiecke, die einem beliebigen Dreieck zugeordnet sind.

## Definition

äußeres Napoleon-Dreieck (rot):
inneres Napoleon-Dreieck (blau):

Über den Seiten eines gegebenen beliebigen Dreiecks ABC werden drei gleichseitige Dreiecke {\displaystyle \triangle BCP_{a}}, {\displaystyle \triangle ACP_{b}} und {\displaystyle \triangle ABP_{c}} nach außen gerichtet gezeichnet und in diesen jeweils ihre Geometrischen Schwerpunkte (Flächenschwerpunkte) {\displaystyle O_{a},O_{b},O_{c}} eingetragen. Das (äußere) Napoleon-Dreieck {\displaystyle \triangle O_{a}O_{b}O_{c}} entsteht durch Verbinden dieser Schwerpunkte. Zeichnet man die drei gleichseitigen Dreiecke nach innen anstatt nach außen, so bilden deren Schwerpunkte {\displaystyle O'_{a},O'_{b},O'_{c}} das innere Napoleon-Dreieck {\displaystyle \triangle O'_{a}O'_{b}O'_{c}}.
Das Napoleon-Dreieck ist – unabhängig von der Form des ursprünglichen Dreiecks – stets gleichseitig, diese Aussage wird auch als Satz von Napoleon bezeichnet.
Es gibt keine bekannten Hinweise, dass dieser Satz von Napoleon gefunden wurde. In der Zeitschrift The Ladies’ Diary wurde der Satz 1825 von dem britischen Mathematiker William Rutherford erwähnt.

## Eigenschaften

Figur 2: Sechseck-Erweiterung (grün)

### Schwerpunkte von Teildreiecken
Der Schwerpunkt des gegebenen Dreiecks fällt mit dem Schwerpunkt des äußeren Napoleon-Dreiecks und mit dem Schwerpunkt des inneren Napoleon-Dreiecks zusammen.

### Flächeninhalte von Teildreiecken
Bildet man die Differenz der Flächeninhalte des äußeren Napoleon-Dreiecks und des inneren Napoleon-Dreiecks, so erhält man den Flächeninhalt des gegebenen Dreiecks {\displaystyle ABC}, es gilt also:
{\displaystyle |\triangle O_{a}O_{b}O_{c}|-|\triangle O'_{a}O'_{b}O'_{c}|=|\triangle ABC|}
Dabei gilt für die Flächeninhalte der Napoleon-Dreiecke:
{\displaystyle {\begin{aligned}|\triangle O_{a}O_{b}O_{c}|&-{\frac {{\sqrt {3}}(a^{2}+b^{2}+c^{2})}{24}}+{\frac {1}{2}}|\triangle ABC|\\|\triangle O'_{a}O'_{b}O'_{c}|&={\frac {{\sqrt {3}}(a^{2}+b^{2}+c^{2})}{24}}-{\frac {1}{2}}|\triangle ABC|\end{aligned}}}

### Entstehung von Sechsecken
Setzt man die an einer Seite des Dreiecks {\displaystyle AFB} angefügte Figur {\displaystyle ABECD} auch an den beiden anderen Seiten des Dreiecks {\displaystyle AFB} an (Figur 1), so entsteht eine unregelmäßige sternförmige Figur mit sechs äußeren Dreiecken (Figur 2). Die Schwerpunkte dieser sechs Dreiecke sind Eckpunkte des regelmäßigen Sechsecks {\displaystyle PQRSTU}, dessen drei Diagonalen sich im Schwerpunkt {\displaystyle V} des Napoleon-Dreiecks {\displaystyle GHK} schneiden.

### Parkettierung
Das unregelmäßige Sechseck (Figur 3) setzt sich zusammen aus den vier Teildreiecken der Figur {\displaystyle AFBECD}, wobei das innere Dreieck {\displaystyle ABC} insgesamt dreimal vorkommt. Mit diesem aus vier Teildreiecken bestehenden Sechseck lässt sich die Ebene parkettieren (Figur 4).
(Zur besseren Abgrenzung der Parkettbestandteile wurden verschiedene Farben verwendet.)

Figur 3: Unregelmäßiges Sechseck (Parkett-Detail)
Figur 4: Parkettierung mit Napoleon-Figuren

## Folgerung

Figur 6

Figur 5

Die Seiten eines Dreiecks {\displaystyle ABC} seien in jeweils drei gleichlange Abschnitte unterteilt. Über jedem der drei mittleren Abschnitte sei ein gleichseitiges Dreieck außerhalb von {\displaystyle ABC} errichtet. Dann bilden die Eckpunkte {\displaystyle D}, {\displaystyle E} und {\displaystyle F} dieser gleichseitigen Dreiecke, die nicht auf den Seiten von {\displaystyle ABC} liegen, ein weiteres gleichseitiges Dreieck. (Figur 5)
Beweis:
Die äußeren Eckpunkte der gelben gleichseitigen Dreiecke sind gleichzeitig Schwerpunkte der Dreiecke über den Seiten von {\displaystyle ABC}. Deshalb ist das rot umrandete Dreieck das zu {\displaystyle ABC} gehörige Napoleon-Dreieck und damit gleichseitig. (Figur 6)

## Verallgemeinerung
Ersetzt man in der Definition die drei gleichseitigen Dreiecke durch ähnliche gleichschenklige Dreiecke, so spricht man von einem Kiepert-Dreieck.